# توریشکا واس، اسلونی گردک
توریشکا واس، اسلونی گردک (به لاتین: Turiška Vas, Slovenj Gradec) یک منطقهٔ مسکونی در اسلوونی است که در Lower Styria واقع شده‌است.

## خصوصیات
توریشکا واس ۰٫۷ کیلومترمربع مساحت و ۱۵۰ نفر جمعیت دارد و ۴۷۳٫۱ متر بالاتر از سطح دریا واقع شده‌است.